# シンフォニア・ヴァルソヴィア
シンフォニア・ヴァルソヴィア（ポーランド語: Sinfonia Varsovia）は、ポーランド・ワルシャワに本拠地があるオーケストラである。

## 概要
1984年にユーディ・メニューインによって設立。ポーランド室内管弦楽団（Polskiej Orkiestry Kameralnej）の団員を中核としてポーランド国内からメンバーが集められ、メニューインを音楽監督とした。1998年から2020年まで芸術監督をクシシュトフ・ペンデレツキが務めた。
主なレコーディングは、メニューイン指揮でベートーヴェン・シューベルトの交響曲全集、クーラ指揮でラフマニノフの交響曲第2番、ペンデレツキの自作自演集などがある。海外でも演奏活動を行っており、日本で行われるラ・フォル・ジュルネ・オ・ジャポン 「熱狂の日」音楽祭にも毎年参加している。
ポーランド室内管弦楽団は、1972年にワルシャワ室内歌劇場のオーケストラとして設立された。こちらもメニューインが音楽顧問を務めていた。2002年よりナイジェル・ケネディが芸術監督を務めており、現在もシンフォニア・ヴァルソヴィアとは別に独立した活動を行っている。主なレコーディングは、ヤツェク・カスプシク指揮ケネディ独奏でポーランドの作曲家のヴァイオリン協奏曲集や、フー・ツォンの指揮と独奏でモーツァルトのピアノ協奏曲集などがある。